# John Robert Schrieffer
John Robert Schrieffer (né le 31 mai 1931 à Oak Park dans l'Illinois et mort le 27 juillet 2019 à Tallahassee en Floride) est un physicien américain. 
Leon Neil Cooper, John Bardeen et lui sont colauréats du prix Nobel de physique de 1972 pour leurs travaux sur la supraconductivité.

## Biographie
John Robert Schrieffer naît à Oak Park dans l'Illinois. Sa famille se déplace à New York puis à Eustis en Floride où il fait ses études secondaires. Il est ensuite admis au Massachusetts Institute of Technology où il étudie d'abord l'ingénierie électrique puis se tourne vers la physique. Il rejoint l'université de l'Illinois à Urbana-Champaign, il y devient l'assistant de John Bardeen.
À partir de sa troisième année à Urbana-Champaign, Schrieffer travaille avec Bardeen et Leon Neil Cooper, ensemble ils mettent au point la théorie qui porte leurs noms, la théorie BCS, la première théorie microscopique complète de la supraconductivité. Ce travail est récompensé par le prix Nobel de physique de 1972 « pour leur théorie commune de la supraconductivité, habituellement appelée théorie BCS ».
Il reçoit en 1968 le Prix Oliver-E.-Buckley décerné par l'American Physical Society.
Il a été condamné à deux ans de prison en novembre 2005 pour avoir causé un accident de voiture tuant une personne alors qu'il était sous le coup d'une suspension de permis. Son épouse est décédée en 2013.